# Elof

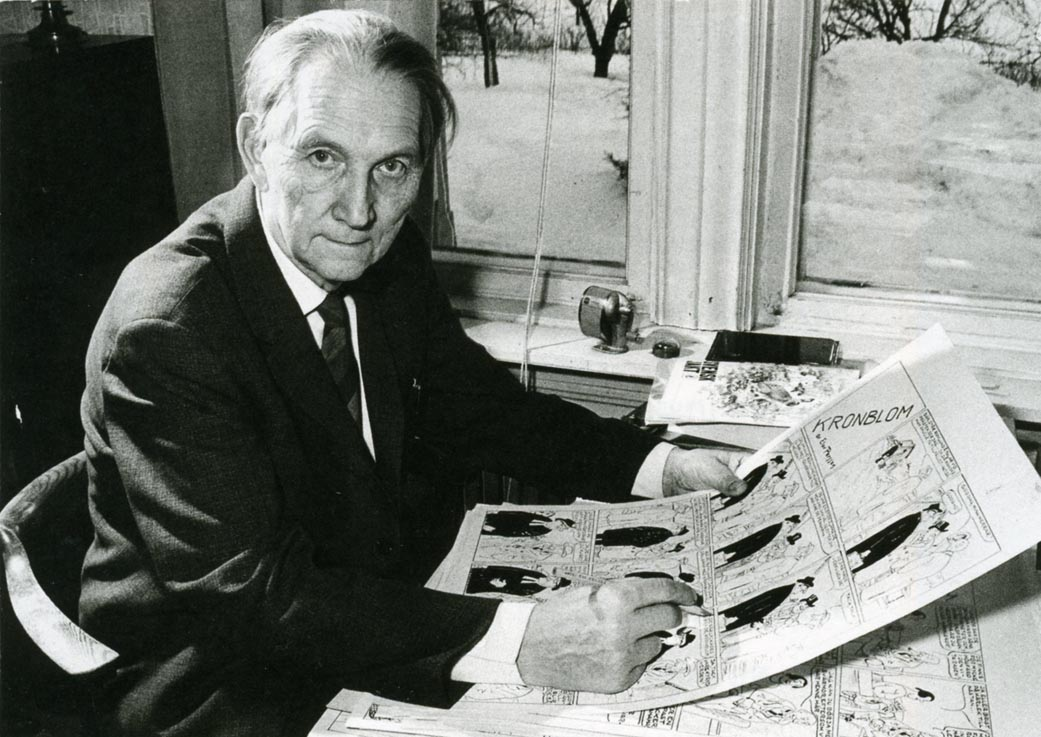
Elov Persson i mitten av 1960-talet.

Mansnamnet Elof kommer från ett fornnordiskt namn, Elef, som betyder "ensam arvinge". Elov är en alternativ och ovanligare stavning. Loffe är ett smeknamn till Elof.
Elof var ett vanligt namn i början på 1900-talet men har under resten av 1900-talet varit relativt ovanligt. Namnet har förekommit i almanackan sedan 1901. 31 december 2009 fanns det totalt 4 869 personer i Sverige med namnet Elof eller Elov, varav 747 med det som tilltalsnamn.
År 2003 fick 50 pojkar namnet, varav 8 fick det som tilltalsnamn.
Namnsdag: 30 juni, delas med Leif. I den finlandssvenska namnsdagslängden har Elof namnsdag 22 januari sedan 2015. Före det hade Elof namnsdag 23 december 1973–2014 och 29 juli 1929–1972.

## Personer med namnet Elof eller Elov
- Elof Adolphson, militärmusiker, kompositör
- Elof Ahrle, skådespelare, filmregissör
- Elof Biesèrt, disponent, politiker, statsråd
- Elof Börjeson, jazzmusiker
- Elof Ehnmark, chef för Sveriges Radio 1950-1955
- Elof Ericsson, industriman och politiker (FP), statsråd
- Elof Hellquist, språkforskare
- Elof Lindberg, landshövding
- Elof Lindström, ecklesiastikminister
- Elof Magnusson (Bjälboätten)
- Elov Persson, serieskapare
- Elof af Sillén, godsägare, kyrkligt aktiv lekman
- Elof Tegnér, historiker, bibliotekarie